# Observatoire du religieux
L’Observatoire du religieux a été créé en 1992 par Bruno Étienne, professeur émérite à l'Institut d'études politiques d'Aix-en-Provence et ancien membre de l'Institut universitaire de France. Son siège est à Aix-en-Provence et son directeur de 2006 à 2014 est Raphaël Liogier, professeur des Universités à l'Institut d'études politiques.

## Objet
L’observatoire a été créé, selon l’AFP, « pour fédérer les recherches en sciences politiques, en sociologie et en anthropologie sur le phénomène religieux ».
En 2005, l'hebdomadaire Témoignage chrétien écrit dans son Guide de la fraternité publié aux éditions de l'Atelier : « L'Institut d'Études Politiques (IEP) abrite un centre de recherche spécialisé : fondé en 1992, l'Observatoire du religieux existe dans le cadre d'un contrat de recherche. Il s'est imposé comme groupe reconnu en sociologie et politologie des religions ». Sous la tutelle de l'Institut d'études politiques d'Aix, le Ministère de l'enseignement supérieur, de la recherche et de l'innovation déclare sa création en 1996 avec l'attribution d'équipe d'accueil (EA2211),.
Pour William Leday, l’observatoire est né à l'initiative de Bruno Étienne qui aborda l’étude du fait religieux par la science politique, après la chute des régimes communistes en Europe et le regain d'intérêt pour la religion associé. L’observatoire a disparu alors que Valérie Pécresse était Ministre de l'Enseignement supérieur et de la Recherche.
L'Observatoire n’étudie pas que les religions historiques mais également les nouveaux mouvements religieux ainsi que toute association, humanitaire ou caritative, ONG, au sein desquelles des courants de croyances circuleraient.
L'Observatoire du religieux est le laboratoire support principal du Master « Religion et Société », Professionnel et Recherche, et un laboratoire support du Master « Modes d'action politique comparés ».
L'Observatoire du religieux et l’Institut des Mondes Océanien et Australasien de l'université de la Nouvelle-Calédonie sont à l'origine d'enquêtes de terrain durant une vingtaine d'années sur le champ religieux néo-calédonien pour modéliser son évolution. L'analyse des spécificités néo-calédoniennes est finalisée en 2007.
En 2008, l'Observatoire du religieux fusionne avec quatre autres unités de recherche : Centre de Recherche et d’Analyse en Information et Communication, Centre de Science Politique Comparative, Centre d’Étude du Service Public et Centre des Amériques pour devenir l'équipe d'accueil (EA4261) : Croyance, Histoire, Espace, Régulation Politique et Administration (CHERPA) par le Ministère de l'Enseignement supérieur.

## Publications et chercheurs
En 1997 et 1998, six ouvrages faisant partie d'une série ont été dirigés par Bruno Étienne, rédigés par des chercheurs de l'Observatoire, et publiés chez Hachette Littératures, abordant le croisement en France du politique et du religieux à travers six religions :
- Être musulman en France aujourd'hui, par Jocelyne Cesari[17], préface Bruno Étienne, Hachette Littératures, 1997,  (ISBN 2-01-235205-7).
- Être catholique en France aujourd'hui, par Sophie Sahakian-Marcellin et Franck Frégosi[14], préface Bruno Étienne, Hachette Littératures, 1997,  (ISBN 2012352030).
- Être juif en France aujourd'hui, par Michèle Bitton, Lionel Panafit[18], préface Bruno Étienne, Hachette Littératures, 1997,  (ISBN 2012352049).
- Être protestant en France aujourd'hui, par Jeanne-Hélène Kaltenbach[19], préface Bruno Étienne, Hachette Littératures, 1997,  (ISBN 2012352073).
- Être bouddhiste en France aujourd'hui, par Bruno Étienne et Raphaël Liogier[20], Hachette Littératures, 1997, nouvelle édition, Hachette, 2004,  (ISBN 978-2-012-79139-8).
- Être orthodoxe en France aujourd'hui, par Jean-Claude Roberti, Hachette Littératures, 1998,  (ISBN 2012353428).

Un septième volume a paru par la suite, rédigé par Bruno Étienne, qui reproduit en partie les résultats d’enquêtes de terrain réalisées avec deux doctorants :
- La France face aux sectes, par Bruno Étienne, Hachette Littératures, 2002,  (ISBN 2012355692)[15],[21].

D'autres chercheurs ont participé à l'Observatoire, tels que Raphaël Draï, Stéphane Arguillère, Thierry Mudry, Rachid Benzine, Pierre Langeron, Falk van Gaver.